# Pascal Eichler
Pascal Eichler (* 18. Juli 2002) ist ein deutscher Volleyballspieler.

## Karriere
Eichler wurde von 2017 bis 2021 im Volleyball-Internat Frankfurt ausgebildet. Danach pausierte er ein Jahr lang, bevor er 2022 zum TuS Kriftel wechselte. Mit dem Verein spielte der Diagonalangreifer zwei Jahre in der zweiten Liga Süd. 2024 wurde er vom Erstligisten VC Bitterfeld-Wolfen verpflichtet.